# .wf
.wf es el dominio de nivel superior geográfico (ccTLD) para Wallis y Futuna.